# Douglas Wilson (Leichtathlet)
Douglas Gordon „Doug“ Wilson (* 28. Januar 1920 in Islington; † 18. Oktober 2010 in Winchester) war ein britischer Mittelstreckenläufer.
Über 1500 m wurde er Sechster bei den Leichtathletik-Europameisterschaften 1946 in Oslo und schied bei den Olympischen Spielen 1948 in London im Vorlauf aus.
1946 wurde er Englischer Meister im Meilenlauf.

## Persönliche Bestzeiten
- 1500 m: 3:51,6 min, 4. September 1950, Norrköping
- 1 Meile: 4:11,4 min, 11. August 1945, Oxford